# 151 T Nord 5.301 à 5.312
Les 151 T Nord 5.301 à 5.312 étaient des locomotives tender de la compagnie des chemins de fer du Nord. Elles assuraient la traction des trains de marchandises sur la grande ceinture de Paris, puis échurent à la région Nord.
Ces machines avaient été étudiées par la firme Corpet-Louvet et livrées au chemin de fer de la Grande Ceinture entre 1928 et 1930, où elles portaient les numéros 5001 à 5012. 
En 1935, elles furent mutées sur le Nord et prirent les numéros 5301 à 5312.
En 1938, à la création de la SNCF, elles deviennent 2-151 TA 1 à 12. Elles sont réformées en 1965.

## Caractéristiques
Ces machines sont à simple expansion, munies de la surchauffe (28 éléments) et d'un moteur à deux cylindres. La chaudière est sans dôme et possède un foyer Crampton.
Longueur : 15,530 m
Poids à vide : 90,7 t
Poids en charge : 114,8 t
Diamètre des roues motrices : 1,35 m
Diamètre des roues porteuses : 0,80 m
Diamètre et course des cylindres : 630 mm & 660 mm
Timbre : 14 bars
Surface de grille : 3,55 m2
Surface de chauffe : 167 m2
Surface de surchauffe : 89 m2
Vitesse : 70 km/h